# Cycas taitungensis
Cycas taitungensis C.F.Shen, K.D.Hill, C.H.Tsou & C.J.Chen, 1994 è una pianta appartenente alla famiglia delle Cycadaceae endemica dell'isola di Taiwan.

## Descrizione
Si tratta di un cicade arboreo alto fino a 3 metri, eccezionalmente fino a 6.
L'aspetto è molto simile a quello di Cycas revoluta da cui si differenzia esclusivamente per le foglie più lunghe e piatte, con foglioline più lunghe, large e piatte. Inoltre i coni femminili hanno squame più strettamente embricate che conferiscono all'infiorescenza l'aspetto di un cavolo. I semi sono più scuri di quelli di C. revoluta.

## Distribuzione e habitat
La specie è endemica dell'isola di Taiwan, dove si trova nella parte meridionale montuosa della contea di Taitung.
L'habitat è costituito dalle foreste miste non fitte, in ambienti esposti, con suolo roccioso o ricco di ghiaia, soggetto regolarmente a incendi.

## Conservazione
La IUCN Red List classifica C. taitungensis come specie in pericolo (Endangered).
La specie è minacciata soprattutto dall'invasione dell'isola di Taiwan da parte della cocciniglia Aulacaspis e dalla raccolta illegale di esemplari per il commercio clandestino. Ci si aspetta una riduzione delle popolazioni di almeno il 50% nella prossima generazione. Almeno 1.700 individui vivono nella Taitung Hongyeh Village Cycas Nature Reserve., una riserva creata appositamente per la conservazione di questa specie.